# Champniers-et-Reilhac
Champniers-et-Reilhac är en kommun i departementet Dordogne i regionen Nouvelle-Aquitaine i sydvästra Frankrike. Kommunen ligger i kantonen Bussière-Badil som tillhör arrondissementet Nontron. År 2022 hade Champniers-et-Reilhac 511 invånare.

## Befolkningsutveckling
Antalet invånare i kommunen Champniers-et-Reilhac
Referens:INSEE